# Игнатьевка (Новосибирская область)
Игна́тьевка — деревня в Венгеровском районе Новосибирской области. Входит в состав Новотартасского сельсовета.

## География
Деревня назодится на берегу реки Омь, на расстоянии 14 км к юго-западу от села Венгерово, административного центра района. Площадь деревни — 29 гектаров.

## История
Основана в 1770 году на Сибирском тракте. В 1928 году состояла из 85 хозяйств, основное население — русские. В административном отношении являлась центром Игнатьевского сельсовета Спасского района Барабинского округа Сибирского края.

## Население
| 1996 | 2002 | 2007 | 2010 |
| ---- | ---- | ---- | ---- |
| 174  | ↘143 | ↘137 | ↘113 |

## Достопримечательности
К достопримечательностям населённого пункта относится усадьба В. Даленко замкнутого типа. Строительство усадеб замкнутого типа было типичным для Западной Сибири XVIII века в связи с распространением социально опасных элементов — бродяг, разбойников, беглых ссыльных. Усадьба имеет размер 17x20 метров, в центре усадьбы расположена пятистенная изба.